# Anaora tentaculata
Anaora tentaculata là một loài cá đàn lia bản địa các rạn san hô nhiệt đới ở miền tây Thái Bình Dương. Tên gọi thông thường trong tiếng Anh của nó là Tentacled dragonet nghĩa là cá rồng nhỏ có tua hay Leafy Dragonet = cá rồng nhỏ dạng lá.

## Mô tả
Anaora tentaculata có thể dài tới 6 xentimét (2,4 in). Vây lưng có 4 gai và 8 tia mềm, vây hậu môn không có gai và 7 tia mềm. Nói chung nó được nhận dạng nhờ "tua khá dài phía sau mắt và nhiều phần phụ nhỏ dạng lá trên cơ thể".

## Phân bố và môi trường sống
Anaora tentaculata là cá biển sinh sống trong các khu vực cát của các ám tiêu nông từ mức vũng nước thủy triều tới độ sâu 30 mét (98 ft). Nó cũng sống trong các môi trường đầm phá có ám tiêu che chắn, thông thường trên ám tiêu tảo gần các đáy cỏ biển. Khu vực phân bố là tây Thái Bình Dương: Moluccas, Philippines, quần đảo Lưu Cầu, Palau, Yap và Guam.